# Честервілл (Мен)
Честервілл (англ. Chesterville) — місто (англ. town) в США, в окрузі Франклін штату Мен. Населення — 1328 осіб (2020).

## Демографія
Згідно з переписом 2010 року, у місті мешкали 1352 особи в 549 домогосподарствах у складі 392 родин. Було 779 помешкань
Расовий склад населення:
| - 97,3 % — білих - 0,6 % — азіатів - 0,2 % — корінних американців - 0,1 % — чорних або афроамериканців |

До двох чи більше рас належало 1,8 %. Частка іспаномовних становила 0,4 % від усіх жителів.
За віковим діапазоном населення розподілялося таким чином: 20,1 % — особи молодші 18 років, 65,6 % — особи у віці 18—64 років, 14,3 % — особи у віці 65 років та старші. Медіана віку мешканця становила 44,1 року. На 100 осіб жіночої статі у місті припадало 97,7 чоловіків;  на 100 жінок у віці від 18 років та старших — 100,4 чоловіків також старших 18 років.
Середній дохід на одне домашнє господарство  становив 53 807 доларів США (медіана — 41 389), а середній дохід на одну сім'ю — 63 220 доларів (медіана — 51 375). Медіана доходів становила 37 250 доларів для чоловіків та 32 917 доларів для жінок. За межею бідності перебувало 10,4 % осіб, у тому числі 6,0 % дітей у віці до 18 років та 6,6 % осіб у віці 65 років та старших.
Цивільне працевлаштоване населення становило 649 осіб. Основні галузі зайнятості: освіта, охорона здоров'я та соціальна допомога — 32,7 %, будівництво — 13,7 %, роздрібна торгівля — 12,6 %.